# In the Constellation of the Black Widow
In the Constellation of the Black Widow es el quinto álbum de estudio de la banda británica de metal extremo Anaal Nathrakh, el cual fue lanzado el 29 de junio de 2009 a través de la discográfica Candlelight Records.
Es título del álbum es un pasaje derivado del libro "Moment of Freedom" (Momento de libertad), del escritor noruego Jens Bjørneboe. El diseño de la carátula fue tomado de una ilustracvión hecha por Gustave Doré para el libro "The Raven" (el cuervo). Zeitgeist Memento, vocalista de la banda mexicana de metal extremo Repvblika colaboró con las voces en la canción "Oil Upon the Sores of Lepers". "Satanarchrist" es una versión nueva de la anterior, incluida en el álbum Total Fucking Necro.

## Lista de canciones[7]
Todas las canciones escritas y compuestas por Anaal Nathrakh. 
| N.º | Título                                                   | Duración |  |
| 1.  | «In the Constellation of the Black Widow»                | 4:45     |  |
| 2.  | «I Am the Wrath of Gods and the Desolation of the Earth» | 2:24     |  |
| 3.  | «More of Fire Than Blood»                                | 3:26     |  |
| 4.  | «The Unbearable Filth of the Soul»                       | 3:32     |  |
| 5.  | «Terror in the Mind of God»                              | 3:27     |  |
| 6.  | «So Be It»                                               | 2:23     |  |
| 7.  | «The Lucifer Effect»                                     | 3:57     |  |
| 8.  | «Oil Upon the Sores of Lepers»                           | 2:48     |  |
| 9.  | «Satanarchrist»                                          | 4:41     |  |
| 10. | «Blood Eagles Carved on the Backs of Innocents»          | 3:17     |  |

## Créditos
- VITRIOL - voz
- Irrumator - guitarras, batería, bajo, sintetizadores
- Zeitgeist Memento (Repvblika)- vocalista invitado en "Oil Upon the Sores of Lepers"
- Ventnor (Exploder) - voz melódica en "In the Contellation of the Black Widow" y en "More Fire Than Blood".